# Суперкубок Східного Тимору з футболу
Суперкубок Східного Тимору з футболу — одноматчевий турнір, у якому грають володар кубка Східного Тимору і чемпіон попереднього сезону. У випадку, якщо кубок і чемпіонат виграла одна команда, то в суперкубку грають перша і друга команди чемпіонату.

## Розіграші
| Рік     | Переможець           | Рахунок              | Фіналіст             |
| ------- | -------------------- | -------------------- | -------------------- |
| 2016    | Понта Лешті          | 2:1                  | Бенфіка (Лаулара)    |
| 2017    | Каркету              | 4:0                  | Атлетіко Ультрамар   |
| 2018    | Боавішта             | 2:0                  | Атлетіко Ультрамар   |
| 2019    | Лаленок Юнайтед      | 3:1                  | Бенфіка (Лаулара)    |
| 2020-24 | турнір не проводився | турнір не проводився | турнір не проводився |

## Титули за клубами
| Команда            | Перемоги | Фінали | Роки перемог |
| ------------------ | -------- | ------ | ------------ |
| Понта Лешті        | 1        | -      | 2016         |
| Каркету            | 1        | -      | 2017         |
| Боавішта           | 1        | -      | 2018         |
| Лаленок Юнайтед    | 1        | -      | 2019         |
| Бенфіка (Лаулара)  | -        | 2      | -            |
| Атлетіко Ультрамар | -        | 2      | -            |